# Basilique Notre-Dame de Bonaria
La basilique Notre-Dame de Bonaria (en italien : Basilica minore di Nostra Signora di Bonaria) est un sanctuaire religieux de la ville de Cagliari en Sardaigne.
Il s'agit du sanctuaire marial le plus important de Sardaigne pour l'Église catholique. Il est constitué d'une petite église, à côté de laquelle se trouve un temple plus grand, élevé au titre de basilique mineure par Pie XI en 1926. Le sanctuaire est géré par l'ordre de Notre-Dame-de-la-Merci qui occupe le couvent adjacent.

## Histoire
Ce sanctuaire, premier exemple d'architecture gothique-catalane en Sardaigne se trouve sur le « Colle di Bonaria », alors appelé buona aria, c'est-à-dire « bon air » dans lequel le roi Alphonse IV d'Aragon avait fait construire un château fortifié pour conquérir le château de Cagliari, forteresse de la république de Pise.
En 1335, le roi donna l'église aux moines de l'ordre qui y construisirent un couvent où ils habitent toujours.
La construction de la basilique, qui accole le sanctuaire, remonte à 1704, quand les moines décidèrent d'édifier une église plus grande en l'honneur de la Vierge de Bonaria, qui est une représentation de la Vierge de Candelaria. L'église, construite sur projet de l'architecte piémontais Antonio Felice De Vincenti, avait été projetée à l'origine en style baroque ; les travaux subirent des interruptions, et vers la fin du XVIIIe siècle, ils furent confiés à l'architecte Giuseppe Viana, qui transforma le projet en style néoclassique.
Au cours du XVIIIe siècle, les travaux subirent encore différents ralentissements ; le bâtiment fut terminé seulement en 1926, quand le pape Pie XI lui conféra le titre de basilique mineure.
Pendant la Seconde Guerre mondiale le bâtiment subit de graves dommages dus aux bombardements ; il fut restructuré entre 1947 et 1960, puis de nouveau en 1998.
Le sanctuaire a été visité par le pape Paul VI le 24 avril 1970, par Jean-Paul II le 20 octobre 1985, et par Benoît XVI le 7 septembre 2008 pendant sa visite de Cagliari.
Dominique Albert Azuni est enterré devant l'autel de la basilique.

## Source
- (it) Cet article est partiellement ou en totalité issu de l’article de Wikipédia en italien intitulé « Santuario di Nostra Signora di Bonaria » (voir la liste des auteurs).